# 小行星3769
小行星3769（3769 Arthurmiller）是一颗绕太阳运转的小行星，为主小行星带小行星。该小行星于1967年10月30日发现。

## 轨道参数
小行星3769的轨道半长轴为2.2648643 UA，离心率为0.114。